# Anne-Marie David

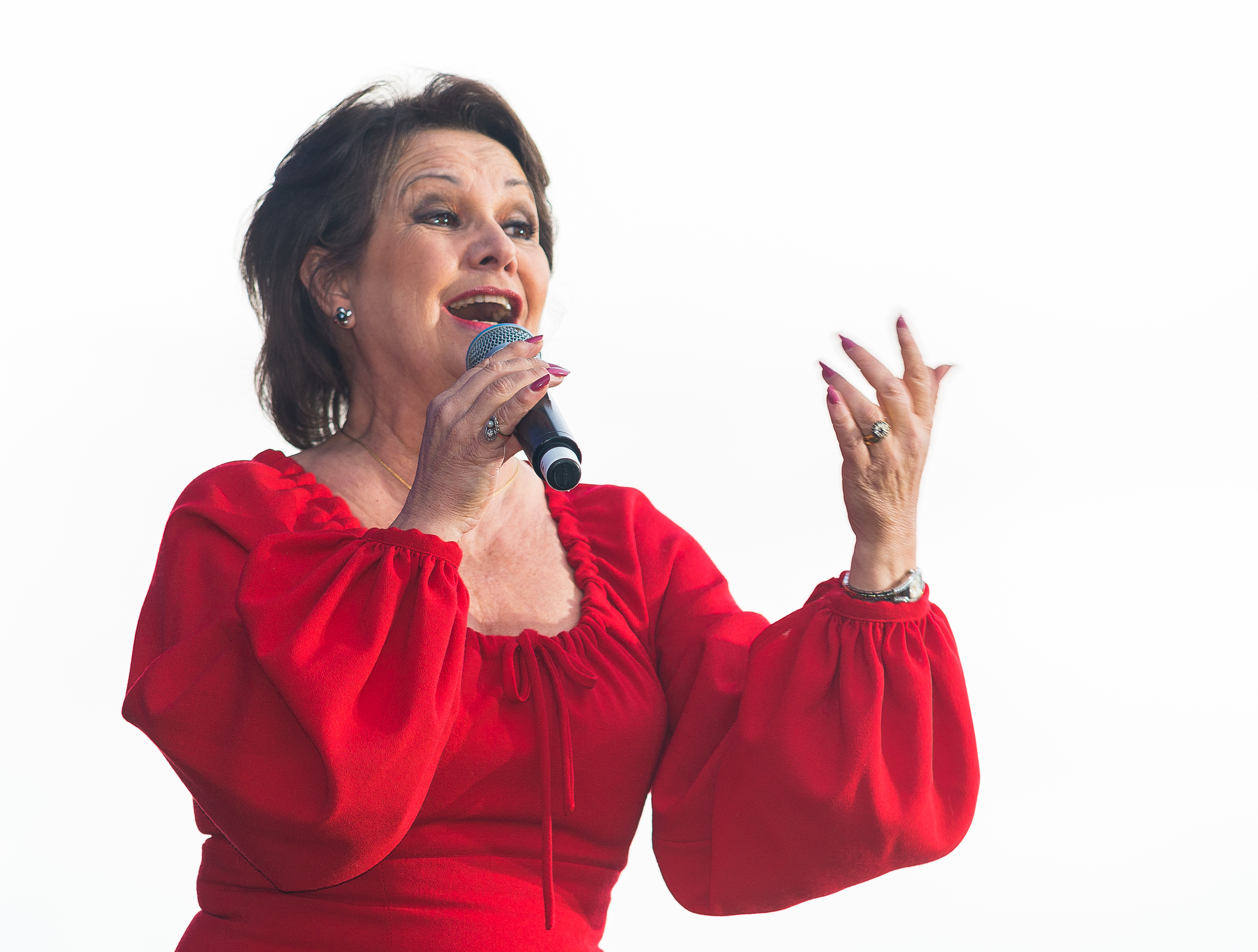
Anne-Marie David 2015.

Anne-Marie David, född 23 maj 1952, är en fransk sångerska. Hon började sin karriär i rollen som Maria Magdalena i den franska versionen av Jesus Christ Superstar.
1973 valdes hon att representera Luxemburg i Eurovision Song Contest, med låten Tu Te Reconnaîtras, med vilken hon vann tävlingen. 1979 återvände hon till Eurovisionen för att representera sitt hemland Frankrike med låten Je Suis L'enfant Soleil, men segern gick detta år till Israel och gruppen Milk and Honey och Anne-Marie David slutade på tredje plats.
Under många år bodde hon i Turkiet, där hon även gav ut skivor och fick flera utmärkelser. Efter flera års tystnad under 1990-talet är nu Anne-Marie David tillbaka på den franska scenen.[när?]